# Доктор (Доктор Ху)
Доктор (енгл. The Doctor) је главни лик у дуготрајној научнофантастичној телевизијској серији Доктор Ху телевизије BBC. Од настанка серије 1963, лик Доктора је играло петнаест главних глумаца. У серији, „Доктор” је алијас који користи миленијумима стар хуманоидни ванземаљац из расе временских господара који путује кроз простор и време у свом броду ТАРДИС, често у пратњи сапутника. Транзиција од једног до другог глумца је објашњена наративним поступком „регенерације”, биолошке функције расе временских лордова која им омогућава промену ћелијске структуре и изгледа током опоравка од потенцијално фаталних повреда.